# Gootsteenstop

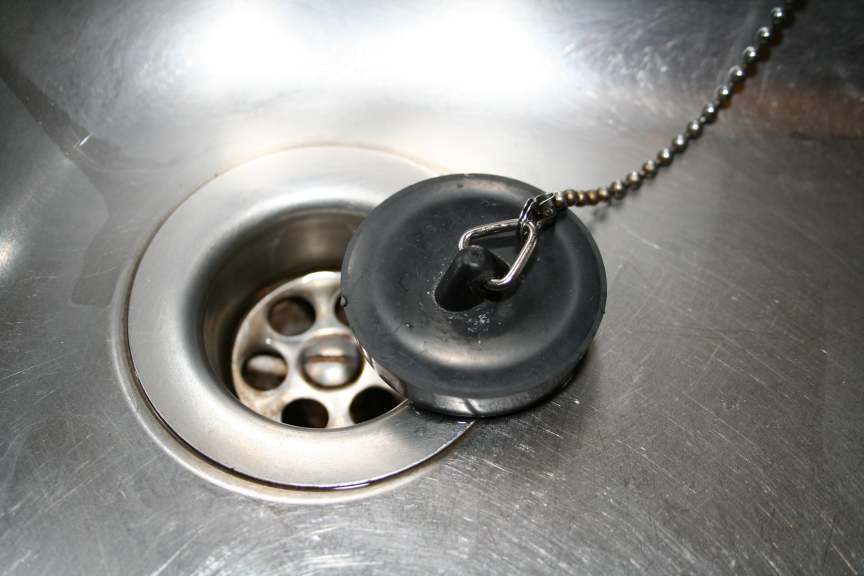
Gootsteenstop

Een gootsteenstop of afvoerstop wordt gebruikt om de afvoer in een gootsteen te dichten, zodat het water niet wegloopt, bijvoorbeeld om af te wassen. De stop is gemaakt van rubber en kan verkregen worden in verschillende diameters, passend bij de diameter van het gat in de afvoer. 
Vaak is een gootsteenstop aan de gootsteen bevestigd met een koord, zodat de stop makkelijk uit het gat te trekken is.
Een moderne gootsteen heeft vaak een waste, een geïntegreerde stop, die de afvoer afsluit als de stop naar beneden wordt geduwd. Door de stop omhoog te trekken kan men de gootsteen leeg laten lopen. In wastafels bevindt zich vaak een systeem waar met een hendel achter de kraan de stop naar boven en beneden kan worden gedirigeerd, zodat de gootsteen gesloten of geopend is.